# Fascellina cyanifera
Fascellina cyanifera là một loài bướm đêm trong họ Geometridae.